# داریلیق
داریلیق (به ترکی آذربایجانی: Darılıq) یک منطقه مسکونی در جمهوری آذربایجان است که در شهرستان جلیل‌آباد واقع شده است. داریلیق ۱۴۰ نفر جمعیت دارد.